# Orthotrichum macrocephalum
Orthotrichum macrocephalum là một loài rêu trong họ Orthotrichaceae. Loài này được F. Lara, Garilleti & Mazimpaka mô tả khoa học đầu tiên năm 1994.